# Донсюр
Донсю́р (фр. Domsure) — коммуна во Франции, находится в регионе Рона — Альпы. Департамент — Эн. Входит в состав кантона Колиньи. Округ коммуны — Бурк-ан-Брес.
Код INSEE коммуны — 01147.

## География
Коммуна расположена приблизительно в 350 км к юго-востоку от Парижа, в 85 км северо-восточнее Лиона, в 25 км к северу от Бурк-ан-Бреса.
На западе коммуны протекает река Сольнан.

## Климат
Климат полуконтинентальный с холодной зимой и тёплым летом. Дожди бывают нечасто, в основном летом.

## Население
Население коммуны на 2010 год составляло 473 человека.
| 1962 | 1968 | 1975 | 1982 | 1990 | 1999 | 2010 |
| ---- | ---- | ---- | ---- | ---- | ---- | ---- |
| 558  | 501  | 440  | 448  | 436  | 403  | 473  |

## Администрация
| Период | Период | Фамилия     | Партия | Примечания |
| ------ | ------ | ----------- | ------ | ---------- |
| 1953   | 1995   | Поль Мишель |        |            |
| 1995   | 2005   | Андре Деле  |        |            |
| 2005   | 2014   | Мишель Пира |        |            |

## Экономика
В 2010 году среди 299 человек трудоспособного возраста (15—64 лет) 222 были экономически активными, 77 — неактивными (показатель активности — 74,2 %, в 1999 году было 74,0 %). Из 222 активных жителей работали 196 человек (99 мужчин и 97 женщин), безработных было 26 (13 мужчин и 13 женщин). Среди 77 неактивных 21 человек были учениками или студентами, 42 — пенсионерами, 14 были неактивными по другим причинам.

## Фотогалерея
- Река Сольнан
- Река Сольнан
- Карта коммуны